# يوتيرن
يوتيرن (بالإنجليزية: UTURN) شبكه يوتيوبية سعودية متعددة القنوات في جدة من تأسيس أنمار فتح الدين، عبد الله مندو، وعمر مراد. تقدم برامج في اليوتيوب للترفيه.

## أهم برامج يوتيرن
- إيش اللي
- على الطاير
- فلِّمها.

## إيش اللي
ايش اللي هو من أشهر برامج اليوتيوب وقد حقق نجاحًا مُنقطع النظير، ويقوم بتقديمه بدر صالح ويوتيرن قد كانت صاحبة فكرة البرنامج، وإيش اللي برنامج فكاهي ينتقد أحدث وأمتع المشاهد المرفوعة على الإنترنت بنقد بناء أحيانًا.

## فلِّمها
برنامج فلِّمها هو أول برنامج في الشرق الأوسط يدمج بين التعليم والترفيه. يقوم فيه لؤي الشريف بإرشادكم لتحسين اللغة الإنجليزية عن طريق الأفلام، البرنامج عبارة عن محتوى لجمل وكلمات وردت في الفلم مرفقة مع ملف مع أمثلة لاستخدامها على أرض الواقع. صاحب فكرة البرنامج هو لؤي الشريف وهو يحاول نقل تجربته في تعلم اللغة الإنجليزية

## على الطاير
على الطاير هو برنامج كوميدي يقدمه عمر حسين ويشاركه في التقديم أحمد فتح الدين. البرنامج ينظر إلى الأحداث والأخبار والشائعات بنظرة مختلفة «نوعاً ما» تمكننا من الضحك على أنفسنا.

## جميع برامج يوتيرن
- فلِّمها
- إيش اللي
- على الطاير
- الفئة الفالة
- وسم
- الدور العاشر
- تكي
- ايش صار في تويتر
- نون النسوة
- خلينا نتكلم سعودي
- سن تيوب
- من إلى
- هنا السيليكون ڤالي
- يومك معي
- دحومي999
- انا وهي
- بخشيش
- سوار شعيب
- a chic thing
- نمكوصور
- سعودي ريبورترز